# Ranchos Penitas West, Texas
Ranchos Penitas West, Texas (енгл. Ranchos Penitas West) насељено је место без административног статуса у америчкој савезној држави Тексас.

## Демографија
По попису из 2010. године број становника је 573, што је 53 (10,2%) становника више него 2000. године.
| Група             | 2000.       | 2010.       |
| Белци             | 24 (4,6%)   | 5 (0,9%)    |
| Афроамериканци    | 4 (0,8%)    | 2 (0,3%)    |
| Азијати           | 0 (0,0%)    | 0 (0,0%)    |
| Хиспаноамериканци | 490 (94,2%) | 562 (98,1%) |
| Укупно            | 520         | 573         |